# اسلاوها

کشورهایی با اکثریت نژادهای اسلاوی و حداقل یک زبان ملی اسلاوی
اسلاو غربی
اسلاو شرقی
اسلاو جنوبی

مردمان اسلاو یک گروه قومی و گویشوران یکی از شاخه‌های زبان‌های هندواروپایی هستند. به احتمال زیاد اروپای شرقی مسکن اولیه این مردمان بوده است، اما امروزه علاوه بر این منطقه، اسلاوها در بخش‌های مهمی از بالکان، اروپای مرکزی، آسیای میانه و سراسر سیبری نیز سکونت دارند و بسیاری از آن‌ها به نواحی دیگر دنیا کوچ کرده‌اند.
اسلاوها معمولاً به سه شاخه اسلاوهای غربی (شامل چک‌ها، اسلواک‌ها و لهستانی‌ها)، اسلاوهای شرقی (شامل روس‌ها، اوکراینی‌ها، و بلاروس‌ها) و اسلاوهای جنوبی (بوسنیایی‌ها، صرب‌ها، کروات‌ها، مقدونی‌ها، بلغارها و اسلوون‌ها) تقسیم می‌شوند.
اسلاوها قومی از گروه هندواروپایی‌اند که در شرق اروپا و بعضی از مناطق آسیا می‌زیستند. مردمان روسیه، بلاروس، لهستان، جمهوری چک، اسلواکی، اسلوونی، یوگسلاوی، بوسنی و هرزگوین، بلغارستان و بسیاری از کشورهای اروپای شرقی یا از این تبارند یا با اینان آمیخته شده‌اند. اسلاو را در نوشته‌های کهن به شکل سقلاب یا با حرف ص و در جمع عربی به شکل صقالبه نوشته‌اند.
بر اساس پژوهش‌های ژنتیکی، اکثریت هاپلوگروپ پدری اسلاوها، اجداد مردم اروپای شرقی متعلق به هاپلوگروپ R1a می‌باشد.
از سده‌های نخستین پس از اسلام نزد جغرافی‌دانان ایرانی اسلاو را «سقلاب» و در جمع «سقالبه» یا «صقالبه» می‌گفتند. نویسنده حدود العالم در نیمه دوم سده چهارم هجری دربارهٔ ایشان می‌گوید:
صقلاب ناحیتی است مشرق وی بلغار اندرونی است و بعضی از روس و جنوب وی بعضی از دریای کرز است و بعضی از روم و مغرب وی و شمال وی همه بیابان‌های ویرانی شمال است… و بعضی به روسیان مانند.— حدودالعالم